# Moti in Palestina del 1929
Con moti in Palestina del 1929 si riferisce ad una serie di manifestazioni e scontri avvenuti nell'agosto 1929 nella Palestina mandataria tra la popolazione araba e quella ebraica per l'accesso al Muro Occidentale di Gerusalemme.

## Antefatti
Dopo lo scoppio della prima guerra mondiale (28 luglio 1914), gli arabi offrirono il loro aiuto agli Alleati nella guerra contro la Turchia (14 luglio 1915), in cambio dell'appoggio inglese per la loro indipendenza dall'Impero ottomano. Tale accordo fu sancito tramite un carteggio di 10 lettere, noto come carteggio Hussein-McMahon.
Il 2 novembre 1917 il ministro degli esteri britannico Arthur Balfour rilasciò la dichiarazione che porta il suo nome (dichiarazione Balfour):
1. Parte che tratta i diritti degli ebrei al di fuori della Palestina, che non devono essere pregiudicati dalla creazione di uno stato ebraico.

Nel 1917 i bolscevichi salirono al potere nel governo russo e contemporaneamente al comando militare turco resero pubblici i testi dei documenti della dichiarazione di Balfour e dell'accordo Sykes-Picot. Entrambe le rivelazioni portarono scompiglio nel mondo arabo, che comunque continuò la guerra contro la Turchia a seguito delle seguenti assicurazioni:
- Il messaggio di Hogarth, gennaio 1918[3] in cui venne assicurato che: "la costituzione di una comunità ebraica in Palestina sarebbe stata consentita sempre che fosse compatibile con la libertà politica ed economica della popolazione araba"[4].
- La Lettera Basset, 8 febbraio 1918[5] "Il governo di Sua Maestà britannica ed i suoi alleati restano impegnati ad aiutare ogni movimento tendente a liberare le nazioni oppresse.." e soprattutto che... "il governo di Sua Maestà britannica rinnova la promessa fatta riguardo alla libertà e all'emancipazione dei popoli arabi"[6].
- La dichiarazione britannica ai Sette, 16 giugno 1918[7] conferma gli impegni britannici con gli arabi delle precedenti dichiarazioni.
- La dichiarazione anglo-francese, 9 novembre 1918[7] <<Francia e Gran Bretagna acconsentono a promuovere ed a assistere l'istituzione di governi ed amministrazioni locali in Siria (che comprendeva anche la Palestina) ed in Mesopotamia>>[8].

La guerra contro la Turchia terminò con l'armistizio di Mudros il 30 ottobre 1918 e il 28 giugno 1919 fu firmato il Patto della Lega delle Nazioni (Società delle Nazioni) il cui articolo 22 stabiliva: << Per quelle colonie e territori che in seguito all'ultima guerra hanno cessato di essere sotto la sovranità degli Stati che li governavano in precedenza e che sono abitati da popolazioni non ancora in grado di governarsi da sole nelle difficili condizioni del mondo moderno...la tutela di tali popolazioni sia affidata a nazioni progredite...e che la tutela sia praticata da esse quali mandatarie della lega>>.
Articolo che rendeva nulli tutti gli accordi presi in precedenza tra il governo britannico ed il popolo arabo, che si ritrovò ad essere governato dalla Gran Bretagna (mandato britannico della Palestina).
La politica inglese si mostrò subito: infatti il 26 agosto 1920 fu promulgata la prima ordinanza sull'immigrazione, che fissava la quota di 16 500 immigrati ebrei per il primo anno; gettando così le basi per la formazione dello Stato ebraico.
L'opposizione araba a tali provvedimenti scaturì in molteplici manifestazioni di violenza, nel 1920, maggio 1921, agosto 1929 e 1936-1939.

## Moti del 1929

### Fatti antecedenti
Il fatto scatenante che portò alle rivolte del 1929 fu la contesa per l'accesso al Muro Occidentale di Gerusalemme. Tale muro era sacro agli arabi in quanto secondo l'islam Maometto vi legò il suo cavallo quando venne condotto a Gerusalemme ed è sacro agli ebrei perché una parte di esso costituiva il Muro del Pianto, resto di un antico tempio ebraico.

### L'incidente del 1928
Nel settembre del 1928 alcuni ebrei si ritrovarono al Muro Occidentale per pregare in occasione del Yom Kippur, portando con loro una Mechitza per separare uomini e donne durante la preghiera. Questo fece infuriare alcuni arabi perché secondo lo status quo ottomano per gli ebrei era vietato portare delle strutture al muro, anche se temporanee; perciò chiesero alle autorità di farlo rimuovere, ma gli ebrei rifiutarono di rimuovere il divisore e affermarono che lo avrebbero rimosso solo alla fine della preghiera, quindi la mattina dopo. Quando però la mattina dopo lo schermo non venne rimosso vennero mandati 10 poliziotti a rimuoverlo, i quali vennero incoraggiati da alcuni arabi locali ad attaccare gli ebrei, che attaccarono a loro volta i poliziotti.

### La manifestazione sionista del 1929
Il 15 agosto 1929, durante il digiuno ebraico di Tisha b'Av, alcuni gruppi ebrei di destra marciarono vicino al Muro Occidentale gridando "Il muro è nostro", mentre portavano la bandiera di Israele e intonavano Hatikvah, l'inno nazionale israeliano. Molti di questi manifestanti appartenevano al gruppo politico del sionismo revisionista di Vladimir Žabotinskij. In seguito a questa manifestazione iniziarono a circolare alcune voci che sostenevano che durante essa gli ebrei avessero attaccato alcuni palestinesi e avessero infangato il nome del profeta Maometto, voci che però vennero smentite dalla Commissione Shaw.

### La manifestazione araba del 1929
Il giorno seguente il Supremo consiglio islamico organizzò una manifestazione dei palestinesi al Muro. I manifestanti arrivarono al muro recitando un sermone, e bruciarono dei libri sacri ebraici. Questo avvenimento causò un grande scompiglio in Palestina, Anche in seguito alla dichiarazione di un volantino anonimo arabo firmato da "Il Comitato dei Guerrieri Santi in Palestina" dichiarò che gli ebrei avevano violato l'onore dell'Islam, invocando a una guerra santa contro I nemici che hanno violato l'onore dell'Islam e che hanno stuprato le mogli e ucciso vedove e bambini. I giornali ebraici invece criticarono profondamente la rivolta palestinese, andando ad aumentare le tensioni tra i due popoli.

### L'inizio degli scontri
La situazione precipitò quando il 16 agosto 1929 a Lifta un 17enne ebreo venne ucciso da un manifestante arabo. Una folla di ebrei si riversò ad attaccare il poliziotto venuto per arrestare l'arabo, e in seguito attaccarono e bruciarono un quartiere di palestinesi attaccando i residenti.
Nei giorni seguenti le forze dell'ordine denunciarono 12 aggressioni da parte degli ebrei ai palestinesi e 7 aggressioni da parte di cittadini palestinesi ad alcuni ebrei.

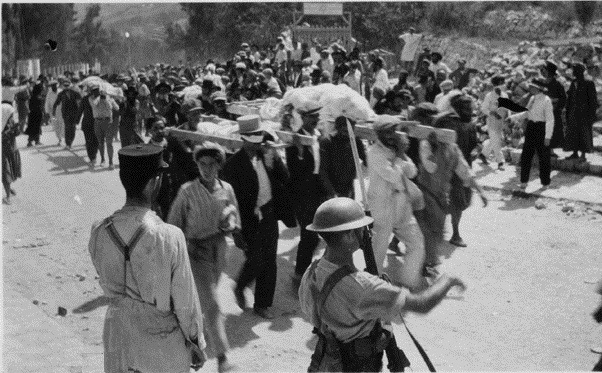
Funerali di un ebreo morto negli scontri del 1929

Il 23 agosto alla Moschea al-Aqsa si riversarono centinaia di arabi armati per pregare, in seguito ad una voce che diceva che gli ebrei avrebbero marciato e reclamato la zona. Verso le 11 si sono sentiti una trentina di colpi di pistola provenire dalla zona in cui si erano riversati i palestinesi, mentre verso le 12 vennero uccisi due o tre arabi in un quartiere ebreo. Alle 13:15 alcuni arabi iniziarono ad attaccare gli ebrei.
Venendo a scoprire della morte dei 2-3 arabi nel quartiere ebreo un gruppo di arabi attaccò la Città Vecchia di Gerusalemme, e altri attacchi si consumarono in altre zone della Palestina. A Gerusalemme la polizia inglese non aprì il fuoco per paura di peggiorare la situazione, ma alcuni cittadini ebrei vennero uccisi alla Porta di Giaffa.
Il 24 agosto vennero uccisi 14 ebrei a Gerusalemme dai palestinesi, che portò gli ebrei ad una violenta risposta, attaccando e distruggendo alcune proprietà arabe causando la morte di 6 arabi.

### Il Massacro di Hebron
Nella città ebrea di Hebron alcuni arabi uccisero dai 65 ai 68 ebrei.

### Gli altri attacchi
Il Massacro di Hebron non fu l'unico attacco avvenuto nel 1929; altri furono:
- Il massacro alla Hebron Yeshiva, dove uno studente ebreo è stato ucciso[13];
- L'attacco all'ospedale Hadassah, un ospedale ebreo distrutto dai manifestanti arabi[13];
- Il kibbutz di Mishmar HaEmek venne vandalizzato e profanato da un gruppo di arabi[18];
- Il massacro di Safed, dove 18 ebrei vennero uccisi.[19]

### Le vittime totali
Si contano in totale 110 morti e 242 feriti arabi e 133 morti e 339 feriti ebrei.

### La Commissione Shaw
Come conseguenza dei moti del 1929 fu istituita la Commissione Shaw (1929-1930) presieduta da Sir Walter Shaw la quale condannò gli attacchi arabi alla popolazione ebrea e individuò come causa scatenante il timore da parte degli arabi di essere dominati economicamente da un popolo che possedeva ingenti fondi esteri. E raccomandò:
- Una dichiarazione delle intenzioni britanniche in Palestina.
- Un riesame della politica di immigrazione.
- Un'indagine scientifica sul territorio palestinese.
- Un'inchiesta, detta Commissione Hope-Simpson, che si interessasse al tema dell'immigrazione.

Le conclusioni delle due commissioni Shaw e Hope-Simpson vennero utilizzate per promulgare una dichiarazione sotto forma di Libro Bianco nota come “Memorandum Passfield” la quale affermava che il governo del mandato si impegnava a salvaguardare i diritti delle due popolazioni in egual modo.